# ジョン・シャーマン (政治家)
ジョン・シャーマン（John Sherman、1823年5月10日 - 1900年10月22日）は、アメリカ合衆国の政治家。ラザフォード・ヘイズ大統領の下で財務長官を、ウィリアム・マッキンリー大統領の下で国務長官を務めた。

## 青年期
1823年、シャーマンはオハイオ州ランカスターにおいてチャールズ・シャーマンの息子として誕生した。シャーマンは地元の公立学校で学んだ後、1837年にマスキンガム川の治水プロジェクトにエンジニアとして就労した。その後1840年にマンスフィールドへ移り住むと、兄のウィリアム・シャーマン(のちに「海への進軍」で有名な連邦軍の将軍となる)とともに法律を勉強した。そして1844年にオハイオ州から弁護士の認可を受け、マンスフィールドで弁護士業を開業した。シャーマンは不動産の取引や材木会社の取得で財を築き、1848年にマーガレット・サラ・スチュアートと結婚した。

## 下院議員から上院議員へ
1848年、シャーマンはホイッグ党の党大会で代表を務め、ザカリー・テイラーを大統領候補として支持した。シャーマンは1852年にも党大会で代表となり、ウィンフィールド・スコットを大統領候補として支持した。
1853年にホイッグ党が解体すると、シャーマンは共和党の結党に参加し、翌1854年に共和党から連邦政府の下院議員に選出された。シャーマンは1860年まで4期連続で下院議員を務め、3期目の第36回連邦議会では下院歳入委員会の議長を務めた。その後1861年にサーモン・チェイスの辞任によって空席となった上院議員の議席を獲得した。
シャーマンは第38回および第39回の連邦議会で上院農業委員会の議長を務めた。また第38回、第40回、第41回、第42回、第43回、第44回の連邦議会では上院財政委員会の議長を務めた。
シャーマンは連邦議会において、サーモン・チェイス財務長官の国法銀行システム立案に協力した。また南北戦争によって発生したインフレーションを抑制するため、銀行政策の監視にも当たった。そしてシャーマンは、安定した事業のために金本位制を支持する保守主義者と、豊富な紙幣をもとに開発を継続したい拡張主義者との仲介に当たった

## 財務長官時代
1877年、シャーマンはラザフォード・ヘイズ大統領から財務長官就任を要請され、上院議員を辞職した。そして財務長官に就任したシャーマンは、正貨支払いの再開と国庫借入金の返済という、2つの大きな課題に取り組んだ。
1878年、連邦議会において銀貨鋳造の要求が強まると、ヘイズ大統領の反対を押し切ってブランド・アリソン法が可決された。この法律は、財務省が毎月200万ドルから400万ドルの銀を購入し、それを銀貨として鋳造することを定めた。さらにこの銀ドルを法定通貨として、財務省に預託するものであった。財務省は銀ドルの預託に対して10ドルを下回らない額面の銀証券を発行することが義務づけられた。グリーンバックスを支持する勢力に便乗して銀本位制の復権をねらったこの法律により、12年後のシャーマン銀購入法まで毎年2500から3000万ドル分の銀ドルが鋳造された。
金本位制を主張するシャーマンは銀購入とは無関係に金の備蓄を開始した。そして銀本位制を主張する議会勢力と対立し、その争いはシャーマンが退任するまで継続した。

## 上院議員への復帰
1881年、シャーマンはヘイズ大統領の任期満了とともに財務長官を退任し、連邦政府の上院議員に復帰した。シャーマンは第47回、第48回、第49回の連邦議会において上院図書委員会委員長を、第49回、第52回、第54回の連邦議会において上院外交委員会委員長を務めた。第49回連邦議会では上院仮議長も務めた。
シャーマンは1897年まで上院議員を務め、1890年にはシャーマン独占禁止法とシャーマン銀購入法の可決を先導した。またシャーマンは共和党員としてジェイムズ・ブレインらとともに保護関税を支持し、高関税は成長中の合衆国産業のみならず合衆国の労働者の高賃金をも外国の競争から守るものであると主張した。シャーマンは1890年のマッキンリー関税法成立にも手を貸し、50パーセントに達する高率保護関税の方針を貫いた。
独禁法はリンク先の記事へ説明を譲るとして、銀購入法は説明を要する。端的には売りオペを規定した。毎月450万オンスの銀塊を市場価格で買い入れるとき、対価を額面1から1000ドルの財務省紙幣で支払った。この紙幣はブランド・アリソンと同様に法貨であり、しかも国法銀行が保有するとき準備金に算入できた。財務省には過大評価された銀ドルが蓄積した。1893年恐慌で銀が暴落すると、紙幣およびグリーンバックスに対して金での償還要求が続いた。この取り付けで財務省は散々な目にあって、議会は1893年にシャーマン銀購入法を廃止した。財務省はJPモルガンとロックフェラー系の銀行団に為替操作を実行させて金流出を阻止した。また、6200万ドルの国債を売却してヨーロッパ特にドイツから金を輸入して金準備を補強した。

## 国務長官時代
1897年、シャーマンは新たに大統領に選出されたウィリアム・マッキンリーから、国務長官に指名された。シャーマンはこの要請を受諾するため上院議員を辞職し、マッキンリーの大統領就任と同時に国務長官の職に就いた。
シャーマンは1898年まで国務長官を務めたが、その地位はあくまで名目的なものであった。実質的な職務は国務次官補のウィリアム・デイによって執り行われ、ハワイ諸島の連邦併合に関する交渉や、キューバの管理権をめぐる米西戦争の開戦阻止にあたった。

## 晩年
1898年、シャーマンは健康的理由により国務長官を辞任した。そして1900年、シャーマンはワシントンD.C.で死去した。シャーマンの遺体はオハイオ州マンスフィールドのマンスフィールド墓地に埋葬された。